# Gramatica românească, 1828

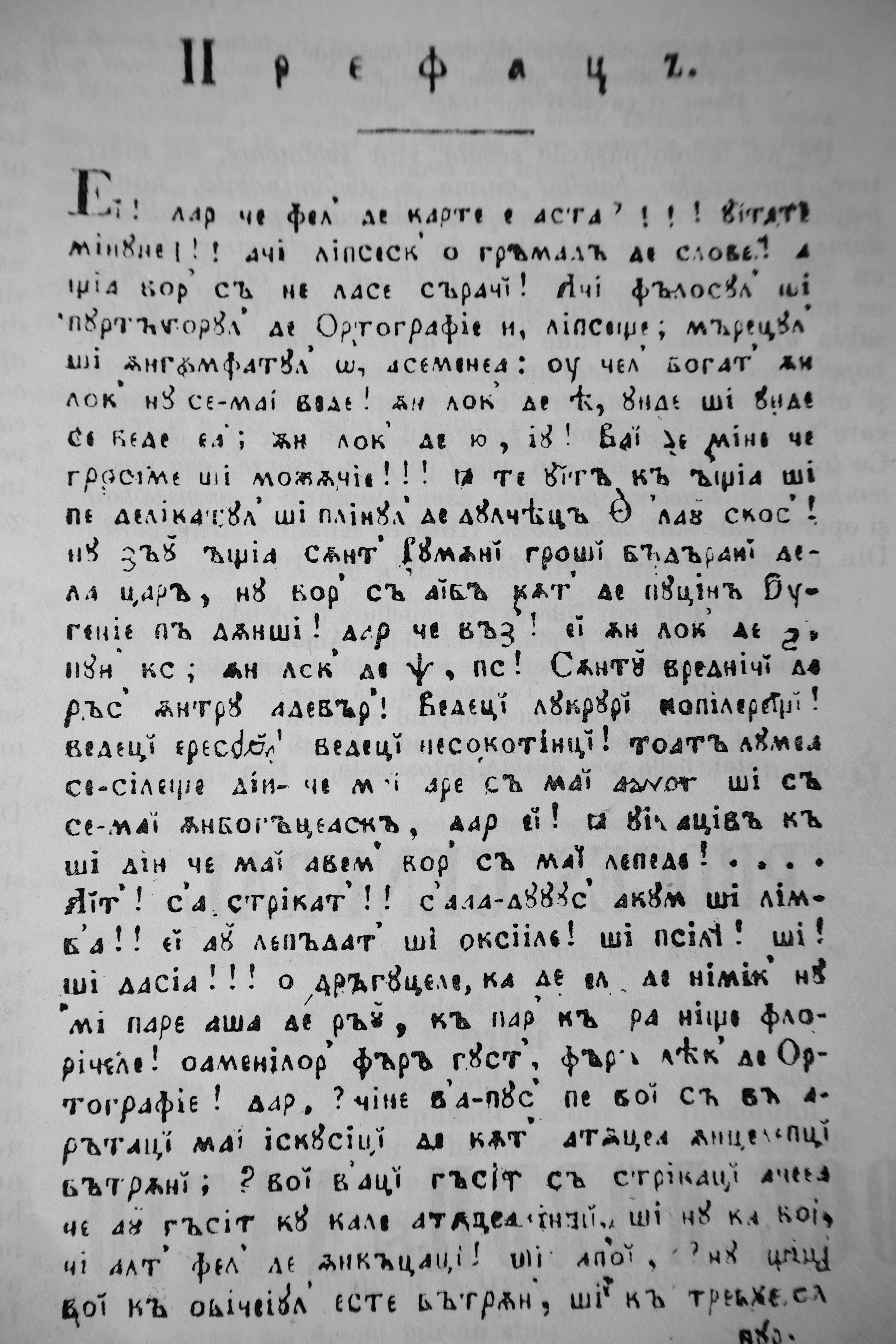
Prefața Gramaticii de Ion Heliade Rădulescu

Gramatica românească din 1828 reprezintă a doua publicație ce marchează evoluția culturală în perioada prepașoptistă. Scrisă de Ion Heliade Rădulescu, aceasta este publicată la Sibiu. Ideile din prefață promovează necesitatea adoptării principiului fonetic și necesitatea împrumuturilor din alte limbi care să fie însă adaptate la scrierea limbii române, modernizarea limbii prin integrarea ei în familia limbilor romanice, realizarea acestui deziderat făcându-se într-un mod organizat, prin înființarea unor academii care să editeze dicționare și să normeze limba literară.